# ذباب إلكتروني
الذباب الإلكتروني هو مصطلح استُحدث لوصف الحسابات الآلية أو المُبرمَجة على مواقع التواصل الاجتماعي والتي عادة ما يكون الهدفُ منها هدفا سياسيًا بحتاً، يُستخدم مُصطلح لجنة إلكترونية أو اللجان الالكترونية لِذات المعنى هي اتحاد بين مجموعة من الأشخاص أو مجموعة من المنظمات الإلكترونية تعمل على توجيه أو تغيير اتجاه الرأي العام إلى فكر معين سواء أكان فكرا أو معتقدا منافيا للحقيقة أو معها. وتعتبر اللجنة إلكترونية أحد أدوات حروب الإنترنت. ومع ازدهار عصر الشبكات الاجتماعية، بدأت تعمل مجموعات من أجل إنشاء عدد كبير من الحسابات على مواقع التواصل الاجتماعي الشهيرة لتغيير مفهوم المتصفحين حول قضية معينة. زادت شهرة هذا المصطلح واتّسعت رقعة استعماله خلال الأزمة الدبلوماسية مع قطر لكنّه في الحقيقة ظهر قبل ذلك بأكثر من ست سنوات.
عمومًا؛ الذباب الإلكتروني هو مجموعة من الحسابات الآلية المبرمجة على نشر منشور أو تغريدة مُعيّنة وذلك بهدف التأثير في الرأي العام أو جلب الانتباه والنظر إلى فكرة ما مُقابل تهميش أخرى قد تكون ذات أهمية. تعتمدُ حسابات البوت هذه على أكواد برمجية قد تكون سهلة في بعض الأحيان فيما تزداد صعوبة حسب نوع المهمة التي ستُكلّف بها. فالكود البرمجي الخاص بحساب آلي يقوم بإعادة التغريد على منصة تويتر مثلا أسهلُ بكثير من الكود البرمجي الذي يدفع بمجموعة حسابات آلية إلى التغريد من تلقاء نفسها.

## ظهور المصطلح في أزمة الخليج
الذباب الإلكتروني هو مجموعة من الحسابات الوهمية التي تنشطُ على مواقع التواصل الاجتماعي، خاصة تويتر الأكثر انتشارا في الخليج، ويدرها آليًا مبرمجون مرتبطون بأجهزة حكومية وأمنية في الدول. تنشرُ هذه الحسابات مئات آلاف التغريدات تأييدا لوجهة نظر كل دولة. كما تعملُ على نشر أخبار مفبركة وإشاعات.

## طريقة العمل
يُدير هذه الحسابات أو هذا الذباب روبوت الويب الذي يقوم بمهام متكررة وتلقائية عبر برمجة تنتهي لوضع عمليات إعجاب أو إعادة تغريد أو تعليق على تغريدات أو لحسابات بعينها في نمط من النشر الغزير يؤدي لنشر وسوم أو علامة المربع كثيرًا يجعلها تنافس في قوائم الترند العالمية أو تصدر الترند في الدول المستهدفة.

## التأثير
خلال الأزمة الدبلوماسية مع قطر؛ تمكّن متخصصون من الكشف عن حسابات تدار عبر البوت تبين أنها تشترك في التغريد على نفس القضايا والوسوم، كما تشترك بذات القوائم من المتابعين الذين يحملون أسماء عائلات وقبائل في الخليج ويضعون صور لقادة أو أعلام، لكنهم يشتركون جميعا في قوائم متابعين تحتوي على عدد كبير من أصحاب الأسماء الروسية والأوكرانية التي يتبين عند الدخول إليها أنها حسابات مهمتها الوحيدة رفع معدل التفاعل.

### صناعة الرأي العام
تتمثلُ الوظيفة الأساسية لهذه الحسابات في نشر وإعادة نشر تغريدات في العالم الافتراضي لتصبح وكأنها رأي عام لمستخدمين يبدون وكأنهم مُجمعون على رأي واحد. هذا الأمر يدفعُ مغردين طبيعيين إلى التغريد كذلك والسيرِ في معمعة ما أراد الذباب لباقي المستخدمين الحديث حوله.

### التأثير على المجتمع
بحلول الخامس من يونيو/حزيران 2017 أعلنت أربع دول عربية وهي السعودية، الإمارات، مصر والبحرين قطع علاقاتها الدبلوماسية مع قطر وذلك لعدّة أسباب. كانَ هذا القرار سياسيًا بامتياز لكنّه سرعان ما تحوّل لصراع مجتمعي خاصة بعد اتخاد السعودية لمزيدٍ من الإجراءات ضد قطر في ظل رفض هذه الأخيرة الاستماع لمطالب الدول الأربعة. تجلّت أولى مظاهر هذا الصراع الاجتماعي في رفض الشعبين السعودي والإماراتي -وفي بعض الأحيان المصري- لقناة بي إن سبورتس القطرية وحظر بثّها ثم تطوّر الأمر لجدال كبير على منصات التواصل.[بحاجة لمصدر] لقد ساهمَ الذباب في الحفاظ على فتيل الأزمة مُشتعلا؛ ففي كل مرّة كانت تتصدر هاشتاجات عدوانية الترند العالمي ثم ما لبث وأن تحول الأمر لصراعٍ وجدالٍ بين الشعبين على كلّ المنصات.